# Manohyphella sphyxia
Manohyphella sphyxia is een haft uit de familie Teloganodidae. De wetenschappelijke naam van de soort is voor het eerst geldig gepubliceerd in 2002 door McCafferty & Benstead.
De soort komt voor in het Afrotropisch gebied.